# Michaela Abrhamova
Michaela Abrhámová est une joueuse slovaque de volley-ball née le 31 août 1993 à Bratislava. Elle mesure 1,87 m et joue au poste de centrale. Elle totalise 10 sélections en équipe de Slovaquie.

## Clubs
| Club                    | De        | À         |
| ----------------------- | --------- | --------- |
| Bilíkova Bratislava     | 2005-2006 | 2009-2010 |
| VK Doprastav Bratislava | 2010-2011 | 2013-2014 |
| ES Le Cannet            | 2014-2015 | 2014-2015 |
| AS Saint-Raphaël        | 2015-2016 | 2016-2017 |
| ASPTT Mulhouse          | 2017-2018 | 2017-2018 |
| AS Saint-Raphaël        | 2018-2019 | 2018-2019 |
| Volero Le Cannet        | 2019-2020 | 2020-2021 |
| Mo Mougins              | 2021-2022 | en cours  |

## Palmarès

### En sélection nationale
- Ligue européenne
  -  : 2016.
  -  : 2017.

### En club
- Ligue MEVZA
  - Troisième : 2011, 2014.
- Championnat de France (1)
  - Vainqueur : 2016.
  - Finaliste : 2015.
  - Troisième : 2018.
- Coupe de France (1)
  - Vainqueur : 2015, 2019.
- Supercoupe de France (2)
  - Vainqueur : 2016, 2017.
- Championnat de Slovaquie (2)
  - Vainqueur : 2012, 2014.
  - Finaliste : 2011, 2013.
- Coupe de Slovaquie (3)
  - Vainqueur : 2011, 2012, 2014.
  - Finaliste : 2013.

### Distinctions individuelles
| - 2014 : Ligue MEVZA — Meilleure serveuse - 2016 : Championnat de France — Meilleure contreuse - 2016 : Championnat de France — Meilleure centrale - 2017 : Championnat de France — Meilleure centrale - 2019 : Coupe de la CEV — Meilleure attaquante |